# Virement
Virement - przesuwanie wydatków między różnymi pozycjami budżetu, przenoszenie kredytów budżetowych. Nie należy mylić tego terminu z virement bancaire (poleceniem przelewu) choć etymologia pojęcia odnosi się do tego słowa.